# Der Kommissar und das Kind
Der Kommissar und das Kind ist ein deutscher Fernsehfilm von Andreas Senn aus dem Jahr 2017 und thematisiert die Entführung eines zweijährigen Kleinkindes. Für Hauptdarsteller Roeland Wiesnekker ist es der erste Kriminalfilm in der Rolle des Berliner Ermittlers Martin Brühl. Der Film wurde am 20. November 2017 im ZDF als Fernsehfilm der Woche erstmals ausgestrahlt. Am 7. Dezember 2020 wurde die Reihe mit dem Film Der Kommissar und die Wut fortgesetzt.

## Handlung
Nach einem fröhlichen Laternenumzug verschwindet die zweijährige Paulina aus ihrem Zimmer. Die Tochter der bekannten Fernsehmoderatorin Caroline Schäfer wurde von der Kinderfrau schlafen gelegt, doch nun liegt plötzlich eine Puppe im Kinderbett.
Hauptkommissar Martin Brühl wird verständigt und die umliegenden Straßen, Waldstücke und anliegende Gewässer werden durchkämmt. Die Eltern sind davon überzeugt, dass ihr Kind entführt wurde und nicht allein weggelaufen sein kann. Brühl versucht die Mutter zu beruhigen, aber es fällt ihm schwer, denn vor zwei Jahren gab es einen ähnlichen Fall, der leider nicht gut ausging. Die LKA-Psychologin Susanne Koch sieht jedoch einen anderen Hintergrund. Ihrer Meinung nach war die Puppe eine Botschaft an die Mutter: „Das reicht doch für Dich. Hast doch sowieso zu wenig Zeit für Dein Kind.“ Caroline Schäfer räumt ein, dass ihre berufliche Anspannung schon Auswirkungen auf ihr Familienleben hat, aber sie habe sich entsprechend ihrer Möglichkeiten immer gut um ihr Kind gekümmert.
Inzwischen trifft eine Lösegeldforderung ein. Die Polizei bereitet die Übergabe akribisch vor, doch Brühl befürchtet, dass niemand das Geld abholen wird, so wie in dem Fall Roth vor zwei Jahren. Er konzentriert sich auf Ines Piakowski, die Kinderfrau, von der bekannt ist, dass sie kurz nach Paulinas Geburt ihre Anstellung aufgegeben hat und zu den Schäfers gewechselt war. In der Nacht von Paulinas Verschwinden hatte sie absichtlich die Terrassentür offen gelassen, weil es angeblich im Zimmer zu warm gewesen sei. Als Brühl erfährt, dass Ines Piakowskis Tochter sich seit Jahren vergeblich um eine Adoption bemüht, konzentriert er sich auf diese Spur. Der Verdacht gegen Piakowskis Tochter ist zwar erdrückend, bestätigt sich aber nicht, weil Marie Piakowski zur Zeit der Entführung im Ausland war.
Was die Polizei nicht weiß: Es gibt einen Jungen mit Down-Syndrom in Paulinas Nachbarschaft, der beim Laternenumzug einer Frau begegnet war, die in ihrem Kinderwagen kein Baby, sondern eine Puppe liegen hatte. Auch das Verschwinden von Paulina hatte Janosch mitbekommen und als ihm die Frau mit Paulina im Einkaufszentrum begegnet, spricht er sie an. Aus Angst, entdeckt zu werden, lockt sie den Jungen mit ins Auto und nimmt ihn mit.
Aufgrund einiger Indizien kommt Brühl dahinter, dass die aktuelle Entführung mit dem Fall Roth zusammenhängen könnte. Da Annika Roth nie gefunden wurde, dürfte es sich bei der Entführerin um Annikas Mutter handeln. Nach Aussagen von Annikas Vater hatte seine Ehe den Verlust der Tochter nicht überstanden. Seine Frau sei psychisch völlig durcheinander und habe ihn gerade erst angerufen, er solle doch nach Hause kommen, Annika sei wieder da. Er gibt bedrückt zu, das könne aber nicht sein. Er hätte Annika selbst im Garten begraben. Sie hätte in der Nacht unaufhörlich geweint und darum hätte er sie kurz geschüttelt...
Als Brühl Anne Roth aufsucht, empfängt sie ihn freudig und meinte, Annika wäre wieder da. Brühl tritt ein, doch ist weder Paulina dort noch Janosch. Nach kurzem Suchen findet er beide Kinder wohlbehalten in einem Versteck. Nicht nur die Eltern von Paulina, auch Brühl ist erleichtert, den Fall erfolgreich abgeschlossen zu haben.

## Produktion
Die Dreharbeiten zu Der Kommissar und das Kind fanden im Zeitraum vom 18. Oktober bis zum 22. November 2016 unter dem Arbeitstitel Mann im Mond in Berlin statt. Die Produktion erfolgte im Auftrag des ZDF durch die good friends Filmproduktion.
Die Kamera führte Markus Hausen – für den Ton zeichnete Jürgen Göpfert verantwortlich, für das Szenenbild Anke Osterloh, für das Kostümbild Christine Böhler und für die Maske Stephanie Adam und Anja Drewermann. Verantwortlicher Redakteur war Daniel Blum (ZDF).

## Rezeption

### Kritik
„Große Schauspielkunst, starkes Drama“, meinten die Kritiker der Fernsehzeitschrift TV Spielfilm über den Film und bewerteten diesen mit dem Daumen nach oben.
Volker Bergmeister vergab auf tittelbach.tv 5 von 6 möglichen Sternen und befand: „Nie weiß man in diesem raffinierten, wendungsreichen Krimi von Christoph Darnstädt & Annette Simon, was noch alles passiert und warum. Regisseur Andreas Senn schickt die Zuschauer gekonnt auf falsche Fährten und findet in seiner Inszenierung eine feine Balance zwischen ruhigen und rasant geschnittenen Szenen. Mit Präsenz & Wucht spielt Roeland Wiesnekker einen Ermittler, der unter psychischen Problemen leidet, Kette raucht, nie schläft, aber auch nie aufgibt.“
In der Frankfurter Allgemeinen Zeitung befand Heike Hupertz über den Film: „Man kann über die Einfallslosigkeit staunen, mit der Fernsehkrimis immer wieder das Trauma des verschwundenen Kleinkinds oder Babys benutzen, um hinter die bürgerlichen Fassaden zu schauen, so, als gäbe es keine anderen Ängste, die sowohl individualpsychologisch wirksam als auch gemeinschaftsverstörend sind – das spurlos verschwundene Kind ist in den Sendern eines der Fiktions-Megathemen. Umso beliebter, wenn der Zuschauer einen Serientäter vermuten darf. In den meisten Fällen handelt es sich um billigen Grusel mit einer Prise Schrecken. Das Sujet ist also altbekannt und gerade vom ZDF erprobt, das Team Christoph Darnstädt und Annette Simon (Buch), Andreas Senn (Regie) und vor allem die Scandi-Noir-Kameraästhetik von Markus Hausen machen ‚Der Kommissar und das Kind‘ trotzdem zur ansehnlichen Thrillerunterhaltung.“ Der Film „gewinnt durch Wiesnekkers knorrigen Charakter. Das ändert allerdings nichts daran, dass das Motiv ‚verschwundenes Kind‘ im Fernsehfilm irre abgenutzt ist.“

### Einschaltquoten
Die Erstausstrahlung von Der Kommissar und das Kind am 20. November 2017 wurde in Deutschland von 5,74 Millionen Zuschauern gesehen und erreichte einen Marktanteil von 17,6 % für das ZDF.